# Етолски савез
Етолски савез, или Етолска лига, био је конфедерација градова Етолије у старој Грчкој.

## Историја
Етолски савез је настао у IV веку пре нове ере као племенски савез племена области Етолије у централној Грчкој. Слично Ахајском, савез је војнички јачао и ширио се, обухвативши и тако значајне градове као што су Делфи и Локрис. У најдужем периоду постојања савез се бавио борбом против македонске хегемоније али и борбом за превласт са Ахајским савезом. Крај савеза почиње са доласком Римљана. Почетком тог периода Етолци су у савезништву са Римљанима поразили Македонце. Али убрзо долази до разлаза, потом и рата са Римљанима који се окончава 189. п. н. е. Етолски савез је потом остао само по имену, потпавши под потпуну контролу Рима.

## Уређење
Оно што карактерише уређење етолских градова је федералистичко уређење које је готово у потпуности налик Ахајском. Заправо, сматра се да је ово уређење било узор Ахајцима. Да се примат даје Ахајском уређењу последица је тога што је Ахаја историјски познатија и боље обрађена.
Упоређивањем органа долазимо до закључка о готово истоветности. Постојала је заједничка скупштина која је обухватала све пунолетне грађане градова-чланица (није било старосног цензуса Ахајског савеза) и која се састајала двапут годишње. Главни град био је Терм, где се морала одржавати скупштина на којој су се бирали функционери савеза. Уколико је скупштина расправљала о било којим другим питањима могла се састати у било ком граду-члану. Овде је скупштини председавао стратег, који је био биран на годину дана и имао неспорну војну власт.
Постојало је веће (буле) које је нагледало међусобне односе градова и имало друге управне дужности. Градови су били представљени у овом телу према контингенту војске који су давали.
Друго веће је веће апоклита и имало је функције стратеговог кабинета и играло кључну улогу у време рата када је добијало широка овлашћења.
Карактеристично за овај савез је да су градови изван етничког подручја Етолије добијали специјалан статус придружених чланова, који су имали цивилна, али не и политичка права.
Федерализам је био појачан, слично Ахајском савезу, увођењем заједничких закона, монете и система мера.
Према свему наведеном, овај савез се са становишта федералних елемената и односа може окарактерисати као један корак иза Ахајског савеза због инсистирања на војним елементима и нарушавања начела једнакости. То је донекле и разумљиво. Поред тога што историјски претходи Ахајском савезу тако да су сви институти иновантни, овај савез се заснива на доста примитивном племенском удруживањању, које нужно прати и примеса ксенофобије према чланицама изван Етолије.